# My Little Pony: The Movie (2017)
My Little Pony: The Movie (My Little Pony: The Movie - A Magia dos Póneis (título em Portugal) ou My Little Pony: O Filme (título no Brasil)) é um filme musical, de fantasia e animação canadense-americano de 2017; baseado na série animada My Little Pony: A Amizade É Mágica, desenvolvido por Lauren Faust, e na linha de brinquedos Hasbro do mesmo nome, criado por Bonnie Zacherle. O filme é dirigido por Jayson Thiessen e escrito por Meghan McCarthy, que trabalharam anteriormente no show, que se passa após o fim da sétima temporada. O elenco do filme que inclui Tara Strong (Twilight Sparkle), Ashleigh Ball (Rainbow Dash e Applejack), Andrea Libman (Pinkie Pie e Fluttershy), Tabitha St. Germain (Rarity), Cathy Weseluck (Spike) e Nicole Oliver (Princesa Celestia) são dubladoras da série que vão continuar a representar os seus respectivos papéis no filme e vai incluir novos dubladores Kristin Chenoweth (Princesa Skystar), Emily Blunt (Tempest Shadow), Michael Peña (Grubber), Uzo Aduba (Rainha Novo), Liev Schreiber (Rei Storm), Taye Diggs (Caper), e Sia (Songbird Serenade).
O filme é uma co-produção da Hasbro Studios, Allspark Pictures e DHX Media, e com animação usando "Toon Boom Harmony". A pré-estreia americana aconteceu em 24 de setembro de 2017, na cidade de Nova Iorque. Nos Estados Unidos e Canadá, estreou em 6 de outubro de 2017, e foi distribuída pela Lionsgate. A pré-estreia brasileira aconteceu em 30 de setembro de 2017, na cidade de São Paulo. No Brasil, estreou em 5 de outubro de 2017, e foi distribuída pela Paris Filmes. Em Portugal, foi exibido no dia 14 de dezembro de 2017, e será distribuída pela Pris Audiovisuais. O filme arrecadou 60 milhões de dólares em todo o mundo.
O enredo se passa no festival de amizade realizado em Canterlot, ocorre um inesperado, dois invasores (Tempest Shadow e Grubber), com ajuda das tropas do Rei Storm, interrompem o festival e invadem a cidade. No processo, Tempest transforma as princesas em pedra, as tropas capturam os póneis, eles ajudam Rei Storm de conquista Equestria e de absolve a magia deles. Na fuga, Twilight Sparkle e suas amigas (Applejack, Rainbow Dash, Pinkie Pie, Fluttershy, Rarity e Spike) embarcam na jornada em uma cidade do deserto, um reino submarino, para precisa ajuda para voltar para casa, na jornada elas conhecem novos amigos (Capper, Capitã Celaeno, Princesa Skystar e Rainha Novo) e com ajuda deles para derrotar os invasores de Equestria.

## Enredo
Os póneis de Equestria estão se preparando para o seu festival da amizade, que é supervisionado pela Princesa Twilight Sparkle em Canterlot. Twilight fica tão nervosa com os preparativos mas Spike o encoraja afirmando que ela é uma princesa e não precisaria se preocupar. Twilight entra no castelo para dar uma ideia que ela planejou para o festival mas as princesas recusam dizendo que poderia ser catastrófico e Celestia ensina que toda magia dos pôneis tem seus limites. As festividades são interrompidas por uma invasão de monstruosas criaturas de tempestade. O ataque é liderado pela unicórnio Tempest Shadow. A unicórnio tem um chifre quebrado, no entanto, bolas mágicas de obsidiana são usadas para petrificar as quatro princesas. A Princesa Celestia exorta a Princesa Luna, sem sucesso, a procurar ajuda no sul de Equestria e chegar à Rainha dos póneis marinhos. No entanto, as três princesas são petrificadas. Twilight foge com suas cinco amigas póneis - Pinkie Pie, Rainbow Dash, Rarity, Applejack, Fluttershy e Spike, para encontrar a rainha dos póneis marinhos. Tempest é contactado por seu supervisor, o Rei Storm, que lembra a ela que colecione todas as princesas de Equestria para que ele possa ativar seus seguidores com sua magia e promete restaurar seu chifre em troca.
Na cidade de Klugetown, um artista trapaceiro gato chamado Capper oferece falsamente as póneis para trazê-la para a rainha. No entanto, o que acaba por ser um obstáculo para resolver suas dívidas em um gangster. No entanto, ele desenvolveu uma verdadeira amizade com elas, depois que a Rarity consertou generosamente seu casaco. Twilight descobre um atlas na prateleira de Capper, revelando o paradeiro dos "póneis marinhos" e mostra que eles eram hipogrifos. O gangster aparece e quer pegar as póneis. Mas então vem Tempest e coloca o gangster fora da ação. Ela segue as póneis com Capper no reboque, enquanto eles fogem. As pôneis se salvam em uma aeronave e estão seguros. Tempest interroga Capper sobre o paradeiro de Twilight, mas ele dá um lugar errado para ela.
No dirigível, as póneis são descobertos pela tripulação. A tripulação da aeronave hesita em jogar os sete passageiros ao mar. Durante uma pausa para um almoço, a equipe revela-se como uma ex-gangue de piratas, forçada ao serviço do Rei Storm. Rainbow Dash persuadiu os piratas a esquecer as ordens do rei e acompanhá-las aos póneis marinhos. Eles seguem o curso no Monte Aris e Rainbow Dash apresenta um Arco-Íris Supersônico, que, no entanto, trai sua localização para Tempest. Irritado pelo descuido da equipe, Twilight desenvolve um plano de fuga e foge com suas amigas póneis em um balão de ar quente. Tempest destrui furiosamente o navio dos piratas na presença de Capper.
Os sete alcançam Monte Aris. Depois de ter seguido uma voz para uma fonte, eles são varridos para um turbilhão. Lá eles encontram a pónei marinho Princesa Skystar, que lhes dá capacetes de bolhas e leva-os para o reino submarino da Seaquestria. Skystar identificou sua espécie como hipogrifo, que foi transformado em pónei marinho. Com a ajuda da pérola mágica usada por sua mãe, Rainha Novo (Rainha Ivona no Brasil), para se esconder do Rei Storm. Novo transforma as pôneis em póneis marinhos e Spike em um peixe baiacu. Quando Novo não lhes dá a pérola para usar contra Rei Storm, Twilight tenta desesperadamente roubar a pérola, enquanto deixa suas amigas sem saberem e se socializarem com os póneis marinhos como distração. Pinkie Pie quase muda a ideia da Rainha Novo até Twilight disparar um alarme, levando a rainha ultrajada a banir todo o grupo à superfície.
Após uma briga entre Twilight com suas amigas, Twilight abandona elas e mais tarde se arrepende e fica chorando até ser sequestrada e presa pela Tempest. Tempest conta a sua história para Twilight; quando ainda era uma pequena potra, ela perdeu seu chifre em um ataque de uma Ursa Maior e com isso viveu sozinha. Enquanto isso, as amigas de Twilight souberam que a Twilight havia sido raptada pela Tempest porque o Spike viu e contou para as mane 6. Então elas uniram forças com o Capper, com os Piratas e com a Skystar para se infiltrar em Canterlot e salvá-los. 
O Rei Storm chega em canterlot e absorve os poderes das princesas em seu cajado, usando habilidades para controlar o dia e a noite e desencadear um tornado na cidade e traindo Tempest. Storm e Tempest lutam, tornado está prestes a derrubar a varanda do castelo e enquanto Twilight a salva Tempest na tempestade. Twilight e Storm lutam pelo cajado mágico, e as amigas ajudam Twilight a retira o cajado do Storm. O Rei Storm lança um objeto de obsidiana para eles, mas Tempest salta em seu caminho, os dois são petrificados. O corpo de Storm cai e se quebra, enquanto Twilight e suas amigas usam a magia do cajado para reviver Tempest e as princesas, e reconstrui a cidade destruída.
O festival da amizade retorna, e os póneis celebram, com todos os aliados que fizeram em sua aventura. Tempest, ainda desanimada por seu chifre quebrado, é convidada pela Twilight a se juntar a eles produzindo uma exibição de fogos de artifício com sua magia, aceitando a amizade de Twilight e companhia. Tempest revela seu verdadeiro nome que é Fizzlepop Berrytwist.

## Personagens
- Twilight Sparkle: uma unicórnio alado inteligente e talentosa em magia, intitulado como Princesa da Amizade de Equestria, responsável por espalha amizade e harmonia para todo reino e líder das pôneis "Mane 6".
- Applejack: uma pónei agricultora de maçã e trabalhadora dura, uma das "Mane 6".
- Rainbow Dash: uma pégaso aventureira e talentosa velocista, uma das "Mane 6".
- Pinkie Pie: uma pónei alegre e divertida, uma das "Mane 6".
- Fluttershy: uma pégaso tímida e zeladora de animais, uma das "Mane 6".
- Rarity: uma unicórnio refinada e desenhista de moda, uma das "Mane 6".
- Spike: um dragão assistente e parceiro de Twilight Sparkle.
- Princesa Celestia: uma unicórnio alado, princesa egue o dia e a governante de Equestria.
- Princesa Luna: uma unicórnio alado, princesa egue a noite, irmã mais nova da Princesa Celestia e governante de Equestria ao lado de sua irmã.
- Princesa Cadence: uma unicórnio alado, princesa ex-babá e cunhada de Twilight Sparkle, e governante do Império de Cristal.
- Big McIntosh: um pónei trabalhador de maçãs e irmão mais velho de Applejack.
- Apple Bloom: uma pónei potra e irmã mais nova de Applejack.
- Vovó Smith: uma pónei idosa e avó de Applejack.
- Songbird Serenade: uma pégaso e "pop-star" de Equestria. O desenho da personagem é personalidade modelado após a fase facialmente obscurecida de Sia, voz original de Songbird.[12]
- Code Red: um dos guardas-costas de Songbird Serenade.
- Tempest Shadow (Tempestade em Portugal): uma unicórnio de chifre quebrado, chamada de Fizzlepop Berrytwist e assistente de Rei Storm.
- Grubber (Gruber no Brasil): um ouriço subordinado do Rei Storm e companheiro de Tempest Shadow.
- Rei Storm: um sátiro tem objetivo de conquistar Equestria. Em sua aceitação da parte, Liev Schreiber, voz original de Rei Storm, expressou que ele "mal" quis retratar papéis de crianças-amigáveis aos seus filhos, que seriam capazes de assistir, notando sua exposição ao seu trabalho mais violento, orientado por adultos.
- Minions de Rei Storm: criaturas subordinadas do Rei Storm.
- Capper: um gato antropomórfico e trapaceiro reformado.
- Capitã Celaeno (Capitã Selena no Brasil): uma pirata papagaio antropomórfico.
- Tripulantes da Capitã Celaeno: piratas papagaios antropomórficos e ajudantes da Capitã Celaeno. O grupo é formado pelo imediato Mullet, Boyle e Lix Spittle.
- Rainha Novo (Rainha Ivona no Brasil): uma hipogrifo que foi transformada em pónei marinho, rainha de Seaquestria e mãe da Princesa Skystar.
- Princesa Skystar: uma pónei marinho que foi transformada magicamente como hipogrifo, princesa energética de Seaquestria, um reino submarino e filha da Rainha Novo.
- Party Favor: um unicórnio balonista.
- Bulk Biceps: um pégaso mosculoso.
- Uma pégaso gris de olhos cruzados (alternativamente chamado "Derpy" na fandom).
- Verko: um roedor chefe do crime em Klugetown.

Outros personagens póneis aparecem na festa de Canterlot, póneis marinhos aparecem em Seaquestria, personagens criaturas aparecem em Klugetown, Discórdia e Sunset Shimmer não aparecem no filme.

## Elenco
| Personagem                  | Intérprete                                  |
| --------------------------- | ------------------------------------------- |
| Twilight Sparkle            | Tara Strong Rebecca Shoichet (cantando)     |
| Applejack                   | Ashleigh Ball                               |
| Rainbow Dash                | Ashleigh Ball                               |
| Fluttershy                  | Andrea Libman                               |
| Pinkie Pie                  | Andrea Libman Shannon Chan-Kent (cantando)  |
| Rarity                      | Tabitha St. Germain Kazumi Evans (cantando) |
| Spike                       | Cathy Weseluck                              |
| Princesa Celestia           | Nicole Oliver                               |
| Princesa Luna               | Tabitha St. Germain                         |
| Princesa Cadence            | Britt McKillip                              |
| Big McIntosh                | Peter New                                   |
| Apple Bloom                 | Michelle Creber                             |
| Vovó Smith                  | Tabitha St. Germain                         |
| Songbird Serenade           | Sia                                         |
| Code Red                    | Adam Begins                                 |
| Tempest Shadow (Tempestade) | Emily Blunt                                 |
| Grubber (Gruber)            | Michael Peña                                |
| Rei Storm                   | Liev Schreiber                              |
| Capper                      | Taye Diggs                                  |
| Capitã Celaeno (Selena)     | Zoe Saldana                                 |
| Boyle                       | Max Martini                                 |
| Imediato Mullet             | Mark Oliver                                 |
| Lix Spittle                 | Nicole Oliver                               |
| Rainha Novo (Ivona)         | Uzo Aduba                                   |
| Princesa Skystar            | Kristin Chenoweth                           |
| Bulk Biceps                 | Michael Dobson                              |
| Party Favor                 | Samuel Vincent                              |
| Pégaso gris                 | Tabitha St. Germain                         |
| Verko                       | Brian Dobson                                |

Na versão brasileira do filme, Mariana Rios e Sérgio Marone dublaram os vilões Tempest e Rei Storm respectivamente.

## Produção

### Desenvolvimento
Em San Diego Comic-Con International em 2012, o escritor principal da série animada Amizade É Mágica, Meghan McCarthy comentou sobre a possibilidade de um longa-metragem baseado na série, dizendo que não estava no seu controle, ou não seria feito o filme. O filme foi anunciado em 20 de outubro de 2014, com Joe Ballarini, originalmente anexado como roteirista e McCarthy como produtor co-executivo. Hasbro Studios, o presidente Stephan Davis disse ao filme que "eu acho que isso nos dá a oportunidade de conte uma história maior, que talvez nós ou [não podemos] contar na televisão" e "que [é] também uma oportunidade de ampliar a franquia". O filme é um dos primeiros a ser produzido, através da produção de autofinanciamento da Hasbro Studios, Allspark Pictures, que também produziu adaptação live-action da Jem e as Hologramas. Durante a PonyCon AU em 22 de fevereiro de 2015, McCarthy disse que o filme não ficaria relacionado com o spin-off Equestria Girls, e que a tripulação estava "indo tudo para fora de gitação, para se certificar de que não só, somente como um episódio prolongado".
O diretor da série, Jayson Thiessen e McCarthy foram ambos confirmados como diretor e roteirista do filme respeitado pelo Michael Vogel, que também foi assinado como produtor co-executivo ao lado de McCarthy, e os executivos da Hasbro, Brian Goldner e Stephen Davis como produtores. Rita Hsiao e Vogel, foram mais tarde anunciados como co-roteristas ao lado de McCarthy.
Em 30 de abril de 2016, obras de arte conceituais e outras informações, foram oficialmente reveladas no PonyRadioCon em Moscou; O painel incluiu detalhes adicionais do enredo, como a transformação dos personagens principais em "pôneis marinhos", somente na parte do filme.
Enquanto a Hasbro não lançou nenhum custo de produção até o momento, Amid Amidi de Cartoon Brew estimou que o filme tinha um orçamento entre 5 a 8 milhões de dólares, com base nos orçamentos para os filmes com estilos semelhantes como a contabilização do trabalho que está sendo feito principalmente em casa da Hasbro para reduzir custos.

### Roteiro

#### Voz original
Trabalhando no recurso que semelha á trabalha no show, só que as apostas são mais altas e a aventura é maior. [...] Toda vez, que você passa de uma série característica, tendo uma grande história, e eles certamente conseguiram isso.

- Tara Strong, discutindo o alcance do filme em comparação com a série A Amizade é Mágica
O anúncio inicial da Lionsgate, enumerou o elenco principal da dublagem de A Amizade é Mágica - Tara Strong, Ashleigh Ball, Andrea Libman, Tabitha St. Germain e Cathy Weseluck - retomando seus papéis, junto com a atriz Kristin Chenoweth, como um novo personagem. Em 12 de fevereiro de 2016, foi anunciado que Emily Blunt se juntou ao elenco de voz. Até 27 de abril de 2016, atores Michael Peña e Uzo Aduba estavam em negociações para se juntar ao elenco. No dia 16 de maio, foram adicionados Liev Schreiber e Taye Diggs, que confirmaram ao elenco. Em 20 de junho, Ashleigh Ball afirmou no Twitter que começou a gravar as músicas do filme. Em San Diego Comic-Con em julho de 2016, a cantora Sia, foi anunciado para retratar uma nova personagem "pônei pop-star" chamada Songbird Serenade. Em 11 de janeiro de 2017, foi relatado por Variety, Zoe Saldana uniu ao elenco. A dubladora de A Amizade é Mágica, Nicole Oliver confirmou no Twitter em 23 de janeiro, fazia parte do elenco do filme, retomando seu papel como Princesa Celestia.

### Animação
Animador Michel Gagné, depois de receber um e-mail de Jayson Thiessen em 10 de junho de 2015, sendo lançado um projeto no início de 2016, ingressou para o filme, como animador de efeitos em 2 de abril de 2017, hiato do mês de um filme animado do Homem-Aranha, feito pela Sony Pictures Animation. No início de outubro de 2016, Gagné informou, que Nik Gipe, contratado para a equipe de filme como assistente. Ele também mencionou que o filme estava sendo usado um efeito animado "Toon Boom Harmony", em vez de Adobe Flash, que foi usado na série para televisão. O filme terminou a produção em 29 de julho de 2017.

### Música
A trilha sonora oficial do filme foi lançado em 22 de setembro de 2017 pelo RCA Records.
As músicas e as canções do filme foram compostas pelo compositor A Amizade é Mágica Daniel Ingram, que primeiro anunciou na GalaCon 2015, que estaria colaborando com uma orquestra de estúdio ao vivo para o filme. Em sua composição para o filme, Ingram disse: "Eu tive que me desafiar em empurrar além do que foi feito no programa de TV, a escrever maior e mais épico". Foi confirmado no painel da PonyRadioCon, que o filme teria um total de oito músicas originais. Em Hasbro' Toys Fair, 17 de fevereiro de 2017, foi anunciado que haveria sete músicas. Cerca de 5.800 páginas de trilha sonora foram criadas para todas as partes orquestrais da trilha. Com relação ao potencial para começa em 5 de junho de 2017 e terminou em 11 de junho.
Sia estará contribuindo com uma música original para o filme, intitulado "Rainbow", que foi lançado como single em 15 de setembro de 2017. Um videoclipe musical mais tarde lançado em 19 de setembro pela Entertainment Weekly. O vídeo foi dirigido pelo Daniel Askill e apresenta uma performance de dança por Maddie Ziegler, um colaborador anterior com Sia, intercalado para cenas do filme. A banda dinamarquesa Lukas Graham também contribuiu com uma música original para o filme intitulado "Off to See the World", que foi usado no primeiro trailer do filme. A banda americana DNCE e a cantora sul-coreana CL também estarão contribuindo com a trilha sonora.

## Lançamento
Em 7 de agosto de 2015, Lionsgate confirmou que distribuiriam e comercializariam o filme em todo o mundo, com exceção da China, mas posteriormente tem. Na China, será exibido em 2 de fevereiro de 2018 nos cinemas. O filme foi exibido no Festival de Cinema de Cannes de 2016 em 10 de maio, junto com outros oito filmes da Lionsgate para ajudar a vender o filme para distribuidores internacionais.
Nos Estados Unidos e Canadá, originalmente era programado para 3 de novembro de 2017, mas foi adiantado para 6 de outubro de 2017 nos cinemas. O lançamento nos cinemas, será acompanhado por um curta animado da Hasbro Studios Hanazuki: Full of Treasures. Na cidade de Nova Iorque, foi exibido a pré-estreia em 24 de setembro de 2017, no cinema AMC Loews Lincoln Square 13, 12 dias antes da estreia americana. Na cidade de São Paulo, foi exibido a pré-estreia no dia 30 de setembro de 2017, no Shopping Eldorado, 5 dias antes da estreia brasileira. No Brasil, foi distribuída pela Paris Filmes e exibido a partir do 5 de outubro de 2017 nos cinemas. Em Portugal, foi distribuída pela Pris Audiovisuais e exibido a partir do dia 14 de dezembro de 2017 nos cinemas.
O filme foi lançado mundialmente, a partir de 1 de outubro de 2017 em alguns países. Na América Latina, distribuída pela IDC [en]. No Canadá, distribuída pela Entertainment One Films Canada.
| País                 | Data de lançamento                          | Fontes        |
| -------------------- | ------------------------------------------- | ------------- |
| Alemanha             | 1 de outubro de 2017                        | [ 56 ]        |
| Estónia              | 1 de outubro de 2017                        | [ 57 ]        |
| Lituânia             | 1 de outubro de 2017                        | [ 58 ]        |
| Filipinas            | 4 de outubro de 2017                        |               |
| Argentina            | 5 de outubro de 2017                        | [ 59 ]        |
| Bolívia              | 5 de outubro de 2017                        | [ 60 ]        |
| Brasil               | 5 de outubro de 2017                        | [ 3 ] [ 11 ]  |
| Chile                | 5 de outubro de 2017                        | [ 61 ]        |
| Colômbia             | 5 de outubro de 2017                        | [ 62 ]        |
| Dinamarca            | 5 de outubro de 2017                        | [ 63 ]        |
| El Salvador          | 5 de outubro de 2017                        | [ 64 ]        |
| Grécia               | 5 de outubro de 2017                        | [ 65 ]        |
| Guatemala            | 5 de outubro de 2017                        |               |
| Hungria              | 5 de outubro de 2017                        | [ 66 ]        |
| Israel               | 5 de outubro de 2017                        | [ 67 ]        |
| Nicarágua            | 5 de outubro de 2017                        | [ 68 ]        |
| Oriente Médio        | 5 de outubro de 2017                        | [ 69 ]        |
| Panamá               | 5 de outubro de 2017                        | [ 70 ]        |
| Peru                 | 5 de outubro de 2017                        | [ 71 ]        |
| República Dominicana | 5 de outubro de 2017                        | [ 64 ]        |
| Uruguai              | 5 de outubro de 2017                        | [ 72 ]        |
| México               | 6 de outubro de 2017                        | [ 73 ]        |
| Letônia              | 6 de outubro de 2017                        | [ 74 ]        |
| Polónia              | 6 de outubro de 2017                        | [ 75 ] [ 76 ] |
| Taiwan               | 6 de outubro de 2017                        | [ 77 ]        |
| Turquia              | 6 de outubro de 2017                        | [ 78 ]        |
| Venezuela            | 6 de outubro de 2017                        | [ 79 ]        |
| Vietname             | 6 de outubro de 2017                        | [ 80 ]        |
| Camboja              | 7 de outubro de 2017                        |               |
| Egito                | 11 de outubro de 2017                       | [ 81 ]        |
| Países Baixos        | 11 de outubro de 2017                       | [ 82 ] [ 83 ] |
| Níger                | 11 de outubro de 2017                       | [ 84 ]        |
| Croácia              | 12 de outubro de 2017                       | [ 85 ]        |
| Eslovênia            | 12 de outubro de 2017                       | [ 86 ]        |
| Geórgia              | 12 de outubro de 2017                       |               |
| Malásia              | 12 de outubro de 2017                       |               |
| Moldávia             | 12 de outubro de 2017                       | [ 87 ]        |
| Chéquia              | 12 de outubro de 2017                       | [ 88 ]        |
| Rússia               | 12 de outubro de 2017                       | [ 89 ]        |
| Sérvia               | 12 de outubro de 2017                       |               |
| Tailândia            | 12 de outubro de 2017                       | [ 90 ]        |
| Ucrânia              | 12 de outubro de 2017                       | [ 91 ]        |
| África do Sul        | 13 de outubro de 2017                       | [ 92 ]        |
| Bulgária             | 13 de outubro de 2017                       | [ 93 ]        |
| Finlândia            | 13 de outubro de 2017                       | [ 94 ]        |
| Noruega              | 13 de outubro de 2017                       |               |
| Roménia              | 13 de outubro de 2017                       | [ 95 ]        |
| França               | 18 de outubro de 2017                       | [ 96 ]        |
| Eslováquia           | 19 de outubro de 2017                       | [ 88 ]        |
| Irlanda              | 20 de outubro de 2017                       | [ 97 ] [ 98 ] |
| Reino Unido          | 20 de outubro de 2017                       | [ 97 ] [ 98 ] |
| Suécia               | 20 de outubro de 2017                       | [ 99 ]        |
| Bélgica              | 25 de outubro de 2017                       | [ 100 ]       |
| Austrália            | 2 de novembro de 2017                       | [ 101 ]       |
| Nova Zelândia        | 2 de novembro de 2017                       | [ 102 ]       |
| Singapura            | 2 de novembro de 2017                       |               |
| Indonésia            | 3 de novembro de 2017                       | [ 103 ]       |
| Irão                 | 5 de novembro de 2017 (no canal Tameshk TV) | [ 104 ]       |
| Índia                | 10 de novembro de 2017                      |               |
| Itália               | 6 de dezembro de 2017                       | [ 105 ]       |
| Espanha              | 8 de dezembro de 2017                       | [ 106 ]       |
| Portugal             | 14 de dezembro de 2017                      |               |
| Macau                | 21 de dezembro de 2017                      |               |
| Hong Kong            | 21 de dezembro de 2017                      |               |
| China                | 2 de fevereiro de 2018                      | [ 51 ]        |
| Japão                | 5 de dezembro de 2018                       |               |

### Direção de voz
Dublagem Brasileira
- Diretor de Dublagem: Vagner Santos
- Versões e Direção musical: Charles Dalla
- Tradução: Elizabeth Lima
- Estúdio de Dublagem: Tempo Filmes

Dobragem Portuguesa
- Diretor de Dobragem: Pedro Cardoso
- Versões e Direção musical: Mila Belo
- Estúdio de Dobragem: 112 Studios

### Marketing
Numerosos brinquedos baseados em personagens, conjuntos e adereços do filme foram produzidos pela Hasbro, e uma grande maioria dos produtos foram lançados em 1 de agosto de 2017. O painel de 2016 PonyRadioCon inclui uma breve prévia para algumas das mercadorias planejadas para serem desenvolvidas para o filme, incluindo T-shirts e gráficos. Em 27 de julho de 2016, a "Jogos de Carta Colecionáveis de My Little Pony" sujerido pela Twitter sobre um novo conjunto de cartas baseados para o filme. Linha de brinquedos da Hasbro para o filme foram mostrados e promovidos pela Toy Fair 2017 e vários outras convenções de brinquedos. Entertainment Earth foram produzidos pelúcias para o filme e começou a liberá-los em seu site.
Vários livros e quadrinhos foram relatados para o filme, foi anunciado My Little Pony: Annual 2018, que contém "conteúdo exclusivo para o filme de My Little Pony e foi programado para lançamento em 10 de agosto de 2017; e uma história "prequel" foi programado para lançamento em 1 de agosto de 2017. Em 23 de janeiro de 2017, Hachette Book Group listou cinco livros definidos e diferentes para o filme, lançados em 29 de agosto de 2017. Livros baseados no filme foram exibidos para o BookCon 2017 em 4 de junho, com aparições de convidados com Andrea Libman e Ashleigh Ball. Além disso, IDW Publishing publicou uma minissérie em quadrinhos intitulado My Little Pony: The Movie Prequel, com a primeira edição lançado em 28 de junho de 2017, e Viz Media publicou um livro de arte para o filme, lançado em 29 de agosto de 2017.
Um teaser trailer para o filme foi lançado online em 6 de abril de 2017, posteriormente em vários países e nos cinemas ao lado de Os Smurfs e a Vila Perdida nos Estados Unidos. No Brasil, foi exibido o teaser dublado no dia 28 de junho de 2017, no Facebook e YouTube da sala de cinemas Cinemark. O trailer completo estreou online em 28 de junho de 2017, e foi lançado com Meu Malvado Favorito 3 nos cinemas dos Estados Unidos. Na Alemanha, foi exibido o trailer, com cenas inéditas em 30 de junho de 2017. No Brasil, foi exibido o trailer dublado no dia 15 de agosto de 2017, no AdoroCinema. Outro trailer foi lançado online em 12 de setembro de 2017 no USA Today. No mesmo dia, a página oficial de My Little Pony no Facebook, postou ao vivo  no Q&A Stream, vídeo com dois personagens do filme, Pinkie Pie (voz de Andrea Libman) e Twilight Sparkle (voz de Tara Strong). Outro trailer foi jogado durante o final da décima e segunda temporada de America's Got Talent em 12 de agosto de 2017. Em 27 de setembro de 2017, a página oficial de My Little Pony no Facebook, postou vídeo ao vivo com diretora de arte Rebecca Dart, que desenhou uma obra de arte personalizada de Rainbow Dash (voz de Ashleigh Ball).
Discovery Communications e Hasbro anunciam um especial, intitulado The Making of My Little Pony: The Movie, que foi exibido em 30 de setembro de 2017, no canal Discovery Family.

## Recepção

### Bilheteria
A partir de 12 de novembro de 2017, My Little Pony: The Movie arrecadou 21,5 milhões de dólares nos Estados Unidos e Canadá, 28,7 milhões de dólares em outros países e regiões, para um total mundial de 50,2 milhões de dólares.
No Brasil, o filme arrecadou R$ 667 mil em renda, R$ 1,6 milhão em renda final com 120.000 visualizações, terminando 9° lugar na última semana.
Nos Estados Unidos e Canadá, o filme era esperado entre 10 milhões de dólares e 17 milhões dólares, em 2.528 cinemas no fim de semana da estreia. Fez 3 milhões de dólares em seu primeiro dia, incluindo US$290.000 das pré-visualizações de quinta-feira à noite. Ele acabou arrecadando 8,8 milhões de dólares, terminando 4º lugar da bilheteria por trás de Blade Runner 2049, Depois Daquela Montanha e It: A Coisa.
Amid Amidi de Cartoon Brew afirmou que, apesar da abertura ser considerada uma decepção, qualquer retorno razoável do filme seria visto como um positivo pela Hasbro porque está vinculado à linha de brinquedo. O filme caiu 55% no segundo fim de semana, fazendo 4 milhões de dólares e caindo para 9º lugar.

### Recepção da crítica
O filme recebeu comentários mistos a positivos das críticas. A partir de 5 de outubro de 2017, o filme recebeu uma pontuação de 69% da Rotten Tomatoes, com base de 30 críticas, com uma classificação média de 5,4 em 10. O consenso crítico do site diz: "Charmoso e doce", My Little Pony: The Movie irá agradar a sua base de fãs dedicados, mesmo que seja improvável que incentive não, os devotos em galopar para um passeio". Na Metacritic, o filme tem uma média ponderada de 41 de cada 100, com base de 12 críticas, indicando "revisões mistas ou médias". As audiências pesquisadas pelo CinemaScore, deram ao filme uma nota média de "A-" em uma escala A+ para F.

### Home media
No Estados Unidos, My Little Pony: The Movie foi lançado em 19 de dezembro de 2017 para downloads digitais; com um Blu-ray, DVD e On Demand foram lançados em 9 de janeiro de 2018. No Brasil, foi lançado em 22 de dezembro de 2017 para downloads digitais; foi lançado em DVD no dia 31 de janeiro de 2018.